# Pejto (okeanida)
Peitho (gr. Πειθώ Peithó̱ namowa) – w mitologii greckiej jedna z okeanid, według jednej z wersji mitu małżonka Argosa, wspominana przez Hezjoda w Theogonii. Przez Zeusa była wyznaczona do wprowadzania chłopców w wiek męski.